# Gare Sauvé
Cet article concerne la gare ferroviaire. Pour la station de métro Sauvé, voir Sauvé (métro de Montréal). Pour les autres significations, voir Sauvé.
La gare Sauvé est une gare ferroviaire canadienne de la ligne 15 - Mascouche, située dans l'arrondissement Ahuntsic-Cartierville à Montréal au Québec.
Elle est mise en service en 2015 par Exo et est desservie par les trains de banlieue d'Exo ainsi que par les trains de Via Rail. Gare intermodale, elle permet de faire des correspondances avec la ligne 2 - orange du métro de Montréal via la station Sauvé et avec des autobus.

## Situation ferroviaire
Établie à 34 mètres d'altitude, la gare Sauvé est située sur la ligne Mascouche (voie unique) entre les gares Saint-Michel-Montréal-Nord et Ahuntsic.

## Histoire
La gare Sauvé est mise en service le 6 juillet 2015 par le Réseau de transport métropolitain un an après l'ouverture de la ligne.

## Service des voyageurs

### Accueil
La gare dispose d'un kiosque d'information ainsi que d'une distributrice électronique pour l'achat de titres de transport

### Desserte
Située dans la zone tarifaire A, la gare est desservie par les trains de banlieue de la ligne Mascouche qui effectuent un trajet entre Montréal et Mascouche.

### Intermodalité
Des supports (14 places) pour les vélos et un emplacement de dépôt (12 places) pour les véhicules y sont aménagés. Elle permet des correspondances avec la ligne orange du métro de Montréal, par l'intermédiaire de la station Sauvé et avec des lignes 31, 41, 121, 140, 180 et 440 de la Société de transport de Montréal.